# Brzeziny (comune rurale)
Brzeziny è un comune rurale polacco del distretto di Brzeziny, nel voivodato di Łódź. Ricopre una superficie di 106,37 km² e nel 2004 contava 5 231 abitanti. Il capoluogo è Brzeziny, che non fa parte del territorio ma costituisce un comune a sé.